# Serampore

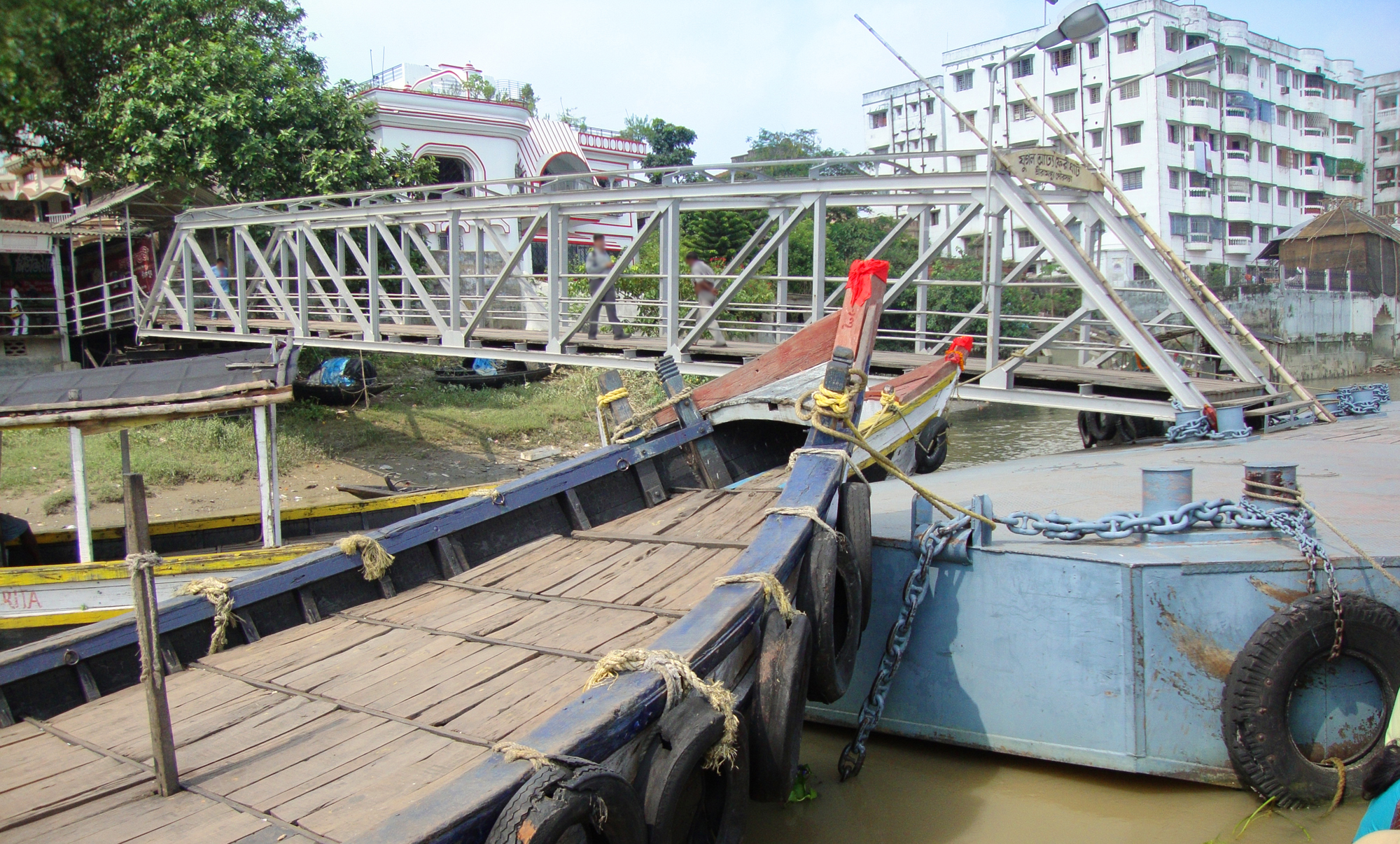
Serampore ferry wharf

Serampore (en bengalí: শ্রীরামপুর ) es una ciudad de la India, en el distrito de Hugli, estado de Bengala Occidental. Es un poblado precolonial sobre la margen derecha del río Hoogli. Formó parte de las colonias danesas en la India, siendo denominado Frederiksnagore entre 1755 y 1845 año en el que fue vendida al Reino Unido.  

## Geografía
Se encuentra a una altitud de 6 m s. n. m. a 24 km de la capital estatal, Calcuta, en la zona horaria UTC +5:30.

## Demografía
Según estimación 2010 contaba con una población de 265 981 habitantes.